# Jacques Rueff
Jacques Léon Rueff (* 23. August 1896 in Paris; † 23. April 1978) war ein französischer Ökonom, hochrangiger Beamter, Währungs- und Finanzexperte.

## Biographie
Jacques Rueff, Sohn eines Arztes, studierte nach seiner Kriegsteilnahme ab 1919 an der École polytechnique und der École libre des sciences politiques (Sciences Po) Mathematik, Politische Wissenschaften sowie Währungs- und Finanzwesen. Bereits 1922 wurde er selbst Lehrer am Statistischen Institut der Sorbonne (bis 1931). Als Inspecteur des finances (höherer Beamter der Finanzverwaltung) trat er 1923 in den Staatsdienst.
Er wurde 1926 als Berater in den Stab des Finanzministers und Ministerpräsidenten Raymond Poincaré berufen, um bei der Stabilisierung der französischen Währung Franc zu helfen. Von 1927 bis 1930 arbeitete er in der Finanzabteilung des Völkerbunds, wo er maßgeblichen Anteil an den Völkerbundaktionen hatte, durch die in den Jahren 1927/28 die wirtschaftlichen und finanziellen Verhältnisse in Griechenland, Bulgarien und Portugal saniert wurden. Anschließend war er bis 1933 als Attaché für Finanzfragen in der französischen Botschaft in London. Von 1931 bis 1948 lehrte er als Professor für politische Ökonomie an der Sciences Po.
Ab 1934 war er stellvertretender Direktor und von 1936 bis 1939 Direktor für allgemeine Geldbewegungen im französischen Finanzministerium. Von 1936 bis 1941 gehörte er dem Generalrat der Banque de France an, 1939 wurde er zweiter Stellvertreter des Gouverneurs der französischen Zentralbank. Aufgrund der Rassengesetze des Vichy-Regimes musste er von seiner Position bei der Banque de France zurücktreten; wegen seiner besonderen Verdienste als Ökonom und als Soldat im Ersten Weltkrieg durfte er jedoch ausnahmsweise seinen Beamtenstatus als Inspecteur des finances behalten.
Am Ende des Zweiten Weltkriegs war Rueff 1945 Vorsitzender der Wirtschafts- und Finanzdelegation der französischen Militärmission für deutsche und österreichische Angelegenheiten und Wirtschaftsberater des französischen Oberbefehlshabers in Deutschland. Als französischer Vertreter gehörte er der Reparationskommission in Moskau an. Bei der Pariser Reparationskonferenz (November bis Dezember 1945) hatte Rueff den Vorsitz. Er war 1946 Delegierter bei der Friedenskonferenz in Paris, von 1946 bis 1952 war er Präsident der Interalliierten Reparationsagentur (IARA) mit Sitz in Brüssel.
Während der ersten beiden Sitzungsperioden (1946 und 1947) war er stellvertretender Delegierter in der Generalversammlung der Vereinten Nationen. Im März 1947 gründete er u. a. mit Paul van Zeeland die Europäische Liga für wirtschaftliche Zusammenarbeit (LECE). Von 1949 bis 1950 war Rueff Staatsminister des Fürstentums Monaco. Von 1952 bis 1958 war er Richter und Kammerpräsident am Gerichtshof der Europäischen Gemeinschaft für Kohle und Stahl (EGKS oder Montanunion), dem Vorläufer des Europäischen Gerichtshofs.
Bei der Gründung der Fünften Republik 1958 leitete Rueff den Expertenausschuss, der von Charles de Gaulle mit der Vorbereitung und Durchführung des Programms zur Wiederankurbelung der Wirtschaft beauftragt wurde, zu dessen spektakulärsten Maßnahmen die Einführung des franc lourd (neuer „fester“ Franc) gehörte. Von 1958 bis 1962 war er Richter und Kammerpräsident am Gerichtshof der Europäischen Gemeinschaften. Bei seinem Ausscheiden aus dem Dienst als französischer Finanzbeamter wurde er 1962 zum Inspecteur des finances ehrenhalber ernannt. Von 1962 bis 1974 schließlich war er Mitglied des französischen Wirtschafts- und Sozialrats.
Rueff war Träger des Großkreuzes der Ehrenlegion, Mitglied der Académie des sciences morales et politiques (Akademie für ethische und politische Wissenschaften) und ab 1962 der Académie française. Die Königliche Akademie der Wissenschaften und Schönen Künste von Belgien nahm ihn 1952 als assoziiertes Mitglied auf.

## Theoretische Arbeiten
Seine erste theoretische Arbeit widmete Rueff der wissenschaftlichen Methode „an der Moral“ oder „an den Sozial“-Wissenschaften, die in der Volkswirtschaft angewendet werden könnten.
Für die zwei größten Probleme der Wirtschaftspolitik des 20. Jahrhunderts, die Arbeitslosigkeit und die Inflation, gab Rueff eine frühe sowie genaue Diagnose. Um einige erfolgreiche Verbesserungen der nationalen Wirtschaftspolitik ausführen zu können, verwendete er diese Diagnose, um seine Analyse gültig bis zum heutigen Tag darzustellen. Um zum europäischen Anschluss beizutragen, entwickelte er die moralischen oder politischen Philosophie einer „Sozialmarktwirtschaft“. Logisch gleich bleibend sollte es eine Theorie sein und folglich an seine Voraussetzungen ausrichten. Rueff unterrichtete Statistiken der politischen Wirtschaft am statistischen Institut der Universität von Paris.
Er überprüfte 1925 die Hyperinflationen in Frankreich, Italien, Deutschland, Polen und Österreich während des Ersten Weltkrieges. Rueff zeigte, dass die Ausgabe des Geldes durch die Zentralbank in jedem Fall die Hauptursache zum Finanzieren von  Haushaltssaldo der Regierung war.
Rueff setzte sich sehr ein für die Erschaffung des „gemeinsamen Marktes in Europa“ und für die Öffnung am Wettbewerb, dass er in Zusammenarbeit mit Louis Armand an der Spitze eines Ad-hoc-Expertenausschusses durchführt. Jacques Rueff hat sich immer den Ideen von John Maynard Keynes widersetzt, die ihm zu extrem waren.

## Veröffentlichungen
Jacques Rueff ist der Autor mehrerer Abhandlungen:
- Des Sciences physiques aux sciences morales (1922)
- Sur une théorie de l'inflation (1925)
- Les variations du chômage en Angleterre, Revue Politique et Parlementaire 32, Dezember 1925, S. 425–437.
- Théorie des phénomènes monétaires (1927)
- Les Idées de M. Keynes sur le problème des transferts , Revue d'Économie Politique 42, Juni/Juli 1929, S. 1067–1081 ; Englische Version: Mr. Keynes' Views on the Transfer Problem, The Economic Journal 39, September 1929, S. 388–399.
- L'Assurance-chômage : cause du chômage permanent , Revue d'Économie Politique 45, März/April 1931, S. 211–251
- La Crise du capitalisme (1935)
- L'Ordre social (1945); deutsche Ausgabe: Die soziale Ordnung übersetzt von Gerhart Güttler, Bremen 1953, Eilers & Schünemann,
- Reply to James Tobin's comment , The Quarterly Journal of Economics 62, November 1948, S. 771–782.
- Les Erreurs de la théorie générale de Lord Keynes, Revue d'Économie Politique 57, Januar/Februar 1947, S. 5–33 ; Englische Version: The Fallacies of Lord Keynes' General Theory , The Quarterly Journal of Economics 61, Mai 1947, S. 353–367.
- Épître aux dirigistes (1949)
- La Régulation monétaire et le problème institutionnel de la monnaie (1953)
- Souvenirs et réflexions sur l'âge de l'inflation, Aufruf zur Konferenz im centre universitaire méditerranéen in Nizza, 13. Februar 1956
- Discours sur le crédit (1961)
- L'Âge de l'inflation (1964)
- Discours de réception à l'Académie française (1965)
- Le lancinant problème de la balance des paiements (1965)
- Les Dieux et les rois (essai sur le pouvoir créateur) (1967)
- Le Péché monétaire de l'Occident (1971) deutsche Ausgabe: Die Währungssünden der westlichen Welt : das Ende der Dollar-Hegemonie, zurück zum Gold? übersetzt von Jean Komaromi, Frankfurt am Main 1972, Knapp
- Combats pour l'ordre financier (1972)
- La Réforme du système monétaire international (1973)
- La Création du monde (comédie-ballet en cinq journées) (1974)
- La Fin de l'ère keynésienne , Le Monde vom 19. und 20./21. Februar 1976. Englische Version: The End of the Keynesian Era or When the Long Run Ran Out , Euromoney, April 1976, S. 70–77.

- Das Gesamtwerk von Rueff wurde von Emil-Maria Claassen und Georges Lane herausgegeben und ist in vier Bänden bei les éditions Plon (Paris) erschienen:
  - Band I : De l'Aube au Crépuscule (Autobiographie), 1977.
  - Band II : Théorie monétaire en deux livres, 1979.
  - Band III : Politique économique en deux livres, 1979 et 1980.
  - Band IV : L'Ordre Social, 1981.